# Heilsberger Dreieck

Die Karte der Friedensbestimmungen des Versailler Vertrages zeigt das Heilsberger Dreieck als einziges Gebiet in Ostpreußen, in dem Befestigungsanlagen errichtet werden konnten

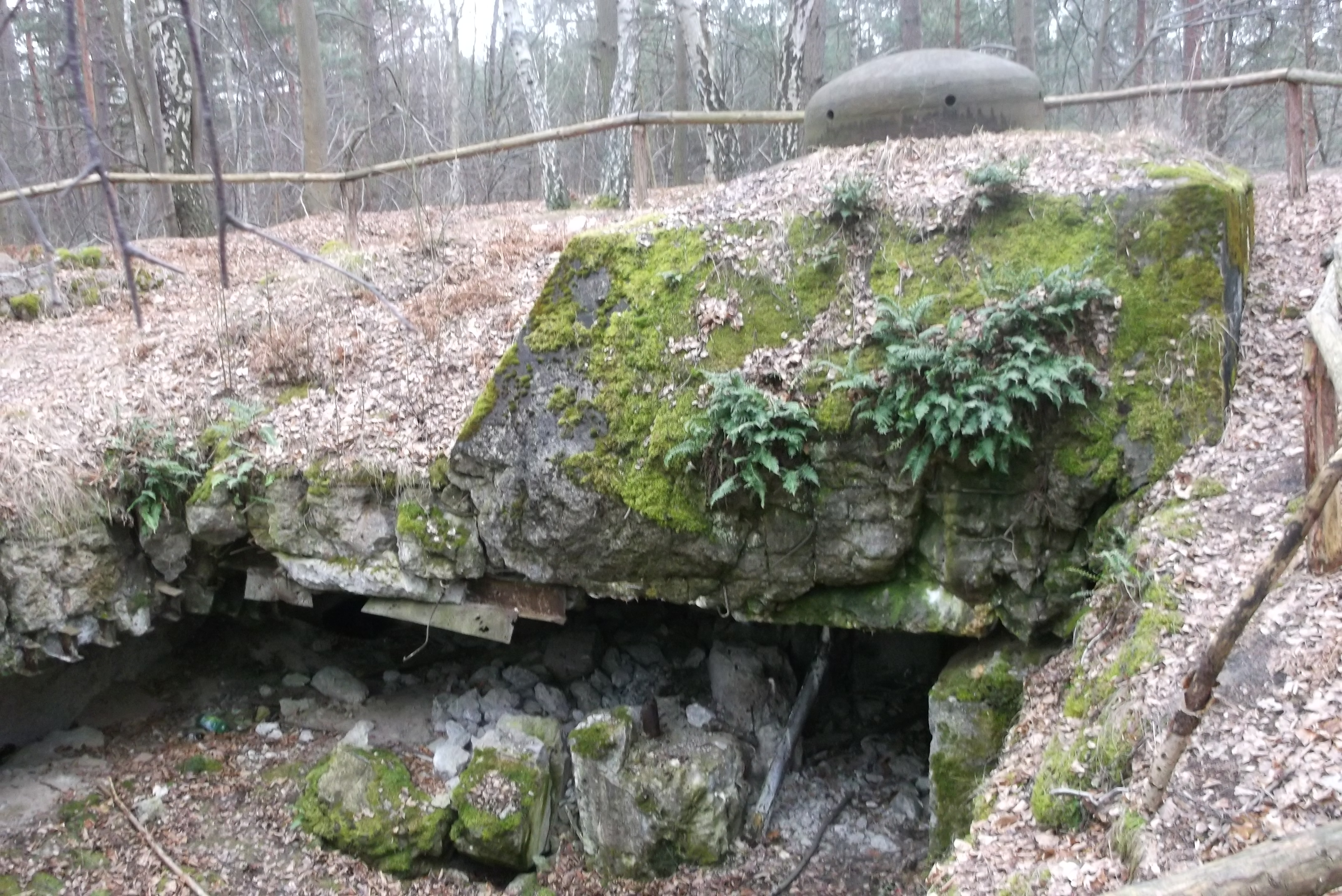
Um die Stärke der Landesbefestigung zu betonen, wurde am 9. Juni 1939 von General Brauchitsch die Bezeichnung „Panzerwerk“ eingeführt. Teilweise erhaltenes Pz.W. Nr. 1 bei Braunsberg (2015).

Das Heilsberger Dreieck war eine befestigte Stellung zum Schutz von Ostpreußen.

## Geschichte
Nachdem durch den Versailler Vertrag Ostpreußen vom Deutschen Reich abgetrennt worden war, mussten neue Überlegungen zum Schutz des Gebiets um Königsberg angestrengt werden. Wie 1923 die handstreichartige Besetzung des französischen Mandatsgebiets Memelland durch litauische Streitkräfte gezeigt hatte, konnten eindringende Truppen nicht lange genug aufgehalten werden, bis Verstärkung eintreffen konnte. Aufgrund der Bestimmungen des Versailler Vertrages, die für Befestigungen einen Mindestabstand von 50 km zur Grenze vorsahen, durften im damaligen Ostpreußen nur in einem kleinen Gebiet rund um Heilsberg militärische Anlagen errichtet werden. Vor diesem Hintergrund begann man ab 1931 mit dem Bau einer Befestigungslinie, um die ostpreußische Hauptstadt Königsberg vor möglichen Angriffen aus Polen oder Russland zu sichern. Die Verteidigungslinie bestand nach ihrer Fertigstellung 1937 aus rund 800 Gefechtsbunkern, mehreren hundert Beobachtungsposten, Panzersperren und Drahtverhauen. Der Befestigungsgürtel verlief vom Kurischen Haff westlich der Deime in südlicher Richtung bis Tapiau, weiter bis westlich von Bartenstein und dann weiter nördlich von Heilsberg und westlich von Braunsberg bis an das Ufer des Frischen Haffs. Da das östliche Ende dieses Dreiecks nördlich von Heilsberg am Großendorfer See lag, erhielt diese Befestigungsanlage den Namen „Heilsberger Dreieck“.
Am Ende des Zweiten Weltkriegs stellte allerdings die Anlage im Rahmen der sog. Heilsberger Operation für den Vormarsch der Roten Armee ein gewisses Hindernis dar.
Heute kann man auf einem drei Kilometer langen Touristenpfad auf den Spuren der ehemaligen Befestigungslinie wandeln. 2014 wurde bei Wormditt in der polnischen Woiwodschaft Ermland-Masuren vom örtlichen Forstamt ein Rundwanderweg angelegt. Der „Szlak Fortyfikacji Trójkąta Lidzbarskiego“ (dt. Route der Festungen des Heilsberger Dreiecks) führt zu insgesamt zwölf Stationen. Dort findet der Besucher einzelne gesicherte, gesäuberte und in Stand gesetzte Bunker, die alle mit Informationstafeln in polnischer und englischer Sprache versehen sind.